# غواصة يو-103
كانت الغواصة يو-103 واحدة من 329 غواصة خدمت في البحرية الإمبراطورية الألمانية خلال الحرب العالمية الأولى.
أنطلقت في 9 يونيو 1917 ودخلت الخدمة في 15 يوليو 1917. أغرقت ثماني سفن بلغ مجموعها 15,462 طن.